# 3723 Voznesenskij
3723 Voznesenskij eller 1976 GK2 är en asteroid i huvudbältet som upptäcktes den 1 april 1976 av den rysk-sovjetiske astronomen Nikolaj Tjernych vid Krims astrofysiska observatorium på Krim. Den har fått sitt namn efter den ryske poeten Andrej Voznesenskij.
Asteroiden har en diameter på ungefär 9 kilometer.